# Triângulo de segurança

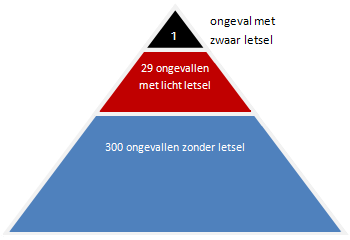
ilustração do triângulo de Heinrich

O triângulo de segurança, também conhecido como triângulo de Heinrich ou triângulo de Bird, é uma teoria da prevenção de acidentes industriais. Ele mostra uma relação entre acidentes graves, acidentes leves e quase acidentes e propõe que, se o número de acidentes leves for reduzido, haverá uma queda correspondente no número de acidentes graves. O triângulo foi proposto pela primeira vez por Herbert William Heinrich em 1931 e desde então foi atualizado e ampliado por outros escritores, principalmente Frank E. Bird. É freqüentemente mostrado pictoricamente como um triângulo ou pirâmide e foi descrito como uma pedra angular da filosofia de segurança e saúde no local de trabalho do século XX. Nos últimos tempos, tem sido criticado pelos valores atribuídos a cada categoria de acidente e por se concentrar apenas na redução de ferimentos leves.
O triângulo mostra uma relação entre o número de acidentes que resultam em ferimentos graves, ferimentos leves ou nenhum ferimento. O relacionamento foi proposto pela primeira vez em 1931 por Herbert William Heinrich em sua Prevenção de acidentes industriais: uma abordagem científica. Heinrich foi pioneiro no campo da saúde e segurança no trabalho. Ele trabalhou como superintendente assistente de uma companhia de seguros e queria reduzir o número de acidentes industriais graves. Ele iniciou um estudo de mais de 75.000 relatórios de acidentes a partir dos arquivos da companhia de seguros, bem como registros mantidos por sites individuais da indústria. A partir desses dados, ele propôs uma relação de um acidente com ferimentos graves com 29 acidentes com ferimentos leves e 300 acidentes sem ferimentos. Ele chegou à conclusão de que, ao reduzir o número de acidentes menores, as empresas industriais veriam uma queda correlata no número de acidentes graves. O relacionamento é frequentemente mostrado pictoricamente na forma de um triângulo ou pirâmide. O triângulo foi amplamente utilizado em programas industriais de saúde e segurança nos 80 anos seguintes e foi descrito como uma pedra angular da filosofia de saúde e segurança. A teoria de Heinrich também sugeriu que 88% de todos os acidentes foram causados por uma decisão humana de realizar um ato inseguro. A teoria foi desenvolvida por Frank E Bird em 1966, com base na análise de 1,7 milhão de relatórios de acidentes de quase 300 empresas. Ele produziu um triângulo emendado que mostrava uma relação de um acidente com ferimento grave com 10 acidentes com ferimentos leves (somente primeiros socorros), 30 danos causadores de danos e 600 quase acidentes. Bird mostrou uma relação entre o número de quase acidentes relatados e o número de acidentes graves e alegou que a maioria dos acidentes poderia ser prevista e evitada por uma intervenção apropriada. Os números usados por Bird foram confirmados por um estudo de 1974 de A. D. Swain, intitulado O elemento humano em segurança de sistemas. A teoria foi posteriormente expandida por Bird e Germain na Liderança Prática em Controle de Perdas, em 1985.

## Crítica
O triângulo de Heinrich teve um impacto significativo na cultura de saúde e segurança no século XX, mas foi recentemente criticado. Algumas dessas críticas dizem respeito aos números exatos usados no relacionamento. Um relatório de 2010 relacionado ao setor de petróleo e gás mostrou que os valores originais eram verdadeiros apenas quando aplicados a um grande conjunto de dados e a uma ampla gama de atividades. Um estudo de 1991 mostrou que em espaços confinados a relação era significativamente diferente: 1,2 ferimentos leves para cada ferimento grave ou morte. Um amplo estudo dos dados de acidentes no Reino Unido em meados da década de 90 mostrou uma relação de 1 fatalidade com 207 lesões graves, com 1.402 lesões causando três ou mais dias de lesões por tempo perdido, com 2.754 lesões leves. Os arquivos originais de Heinrich foram perdidos para que seus números de acidentes não possam ser comprovados. W. Edwards Deming afirmou que a teoria de Heinrich atribuindo a ação humana como a causa da maioria dos acidentes de trabalho estava incorreta e foram, de fato, os maus sistemas de gerenciamento que causaram a maioria dos acidentes. Também houve críticas ao triângulo por concentrar a atenção na redução de acidentes menores. Foi alegado que isso levou os supervisores do local de trabalho a ignorar riscos mais sérios, mas menos prováveis, quando o planejamento funciona, a fim de se concentrar em reduzir a probabilidade de riscos mais comuns, mas menos sérios. O estudo de petróleo e gás de 2010 alegou que essa atitude levou a uma interrupção na redução de mortes nessa indústria nos cinco a oito anos anteriores, apesar de uma redução significativa de acidentes leves.